# Łukasz Śmigaj
Łukasz Śmigaj (8 de febrero de 1988) es un deportista polaco que compitió en taekwondo. Ganó una medalla de bronce en el Campeonato Europeo de Taekwondo de 2010, en la categoría de –80 kg.

## Palmarés internacional
| Campeonato Europeo | Campeonato Europeo      | Campeonato Europeo | Campeonato Europeo |
| Año                | Lugar                   | Medalla            | Categoría          |
| ------------------ | ----------------------- | ------------------ | ------------------ |
| 2010               | San Petersburgo (Rusia) | Medalla de bronce  | –80 kg             |